# Talyllyn Railway

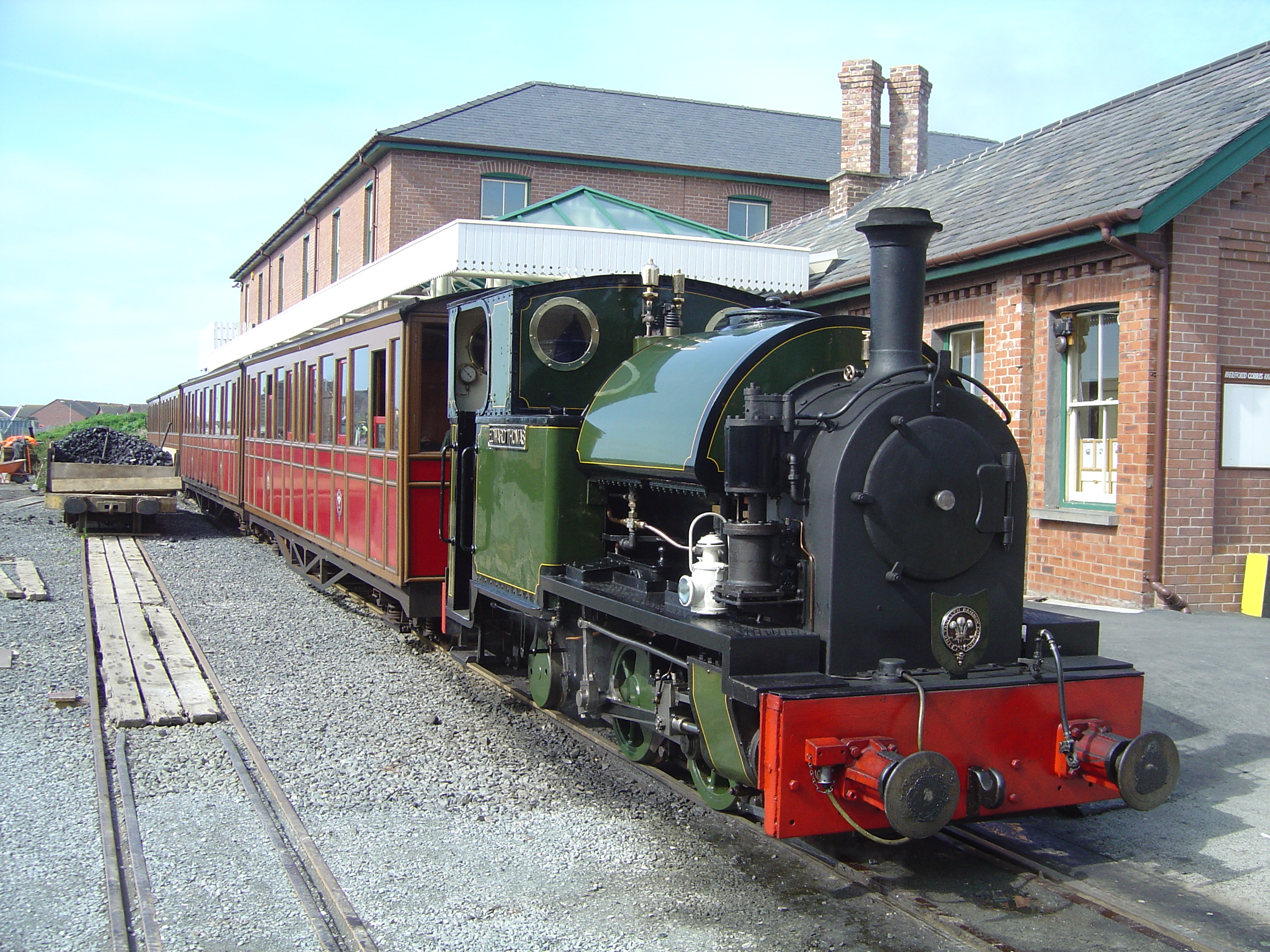
La locomotiva No. 4 Edward Thomas nella stazione di Tywyn Wharf

La Talyllyn Railway (gallese: Rheilffordd Talyllyn) è una ferrovia turistica a scartamento ridotto situata in Galles. È lunga 11,67 km da Tywyn sulla costa del Galles centrale a Nant Gwernol nei pressi del villaggio di Abergynolwyn. La linea fu aperta nel 1866 per trasportare ardesia dalle cave di Bryn Eglwys a Tywyn, e fu il primo scartamento ridotto inglese autorizzato da una legge del parlamento che trasportava passeggeri grazie al vapore. Nonostante gravi sotto-investimenti, la linea rimase aperta, e nel 1951 divenne la prima ferrovia al mondo ad essere trasformata in ferrovia turistica grazie a dei volontari.
Dal momento del suo recupero la ferrovia è diventata un'attrazione turistica, aumentando il parco mezzi tramite acquisti e la costruzione di nuovi locomotori e vagoni. Nel 1976 fu inaugurata un'estensione lungo al ex linea mineraria da Abergynolwyn alla nuova stazione di Nant Gwernol. Nel 2001 la società che l'ha salvata ha festeggiato i 50º anniversario, e nel 2005 è stata rinnovata la stazione di Tywyn Wharf, con l'aggiunta di un edificio ospitante il Narrow Gauge Railway Museum.
La Skarloey Railway, una linea ferroviaria di fantasia descritta nella serie per ragazzi the Railway Series dello scrittore W.V. Awdry, è ispirata dalla Talyllyn Railway. La conservazione della linea ferroviaria ha ispirato il film ealing Comedy intitolato The Titfield Thunderbolt.

## Nome e scartamento
L'origine del nome della ferrovia è dubbio: potrebbe fare riferimento al comune di Tal-y-llyn, o potrebbe derivare dal lago Tal-y-llyn, un grande lago glaciale nastriforme posto ai piedi di Cadair Idris, 5 km ad est. Lo scartamento di 686 mm del binario è inusuale, e fu condiviso con tre sole altre ferrovie del Regno Unito: la vicina Corris Railway (più antica della Talyllyn), la Plynlimon and Hafan Tramway e la Campbeltown and Machrihanish Light Railway.

## Storia

### Origini e costruzione: prima del 1866
Lo scavo dell'ardesia iniziò nelle colline sopra Tywyn negli anni 1830 ma, nonostante l'apertura di molte piccole cave, ne fu aperta solo una di buone dimensioni nella regione a Bryn Eglwys, 10 km a nordest della città. Il lavoro sotterraneo iniziò all'inizio degli anni 1840, e nel 1847 la cava era gestita dall'imprenditore locale John Pughe. L'ardesia estratta veniva mandata con i cavalli al molo di Pennal, imbarcata per un viaggio sul fiume fino ad Aberdyfi (Aberdovey) ed infine caricata sulle navi che solcavano i mari, un sistema complesso che limitava la quantità di materiale estraibile. Nel 1861 lo scoppiò della guerra di secessione americana tagliò i rifornimenti di cotone per i cotonifici del nordest dell'Inghilterra, e come risultato molti ricchi proprietari di cotonifici cercarono di diversificare i propri affari. Uno di questi fu William McConnel del Lancashire che, nel 1859, acquistò una casa nei pressi di Dolgellau, a nord di Tywyn. Nel gennaio 1864 McConnel fondò la Aberdovey Slate Company, che affittò la terra su cui si trovava Bryn Eglwys dal vecchio proprietario, Lewis Morris di Machynlleth.

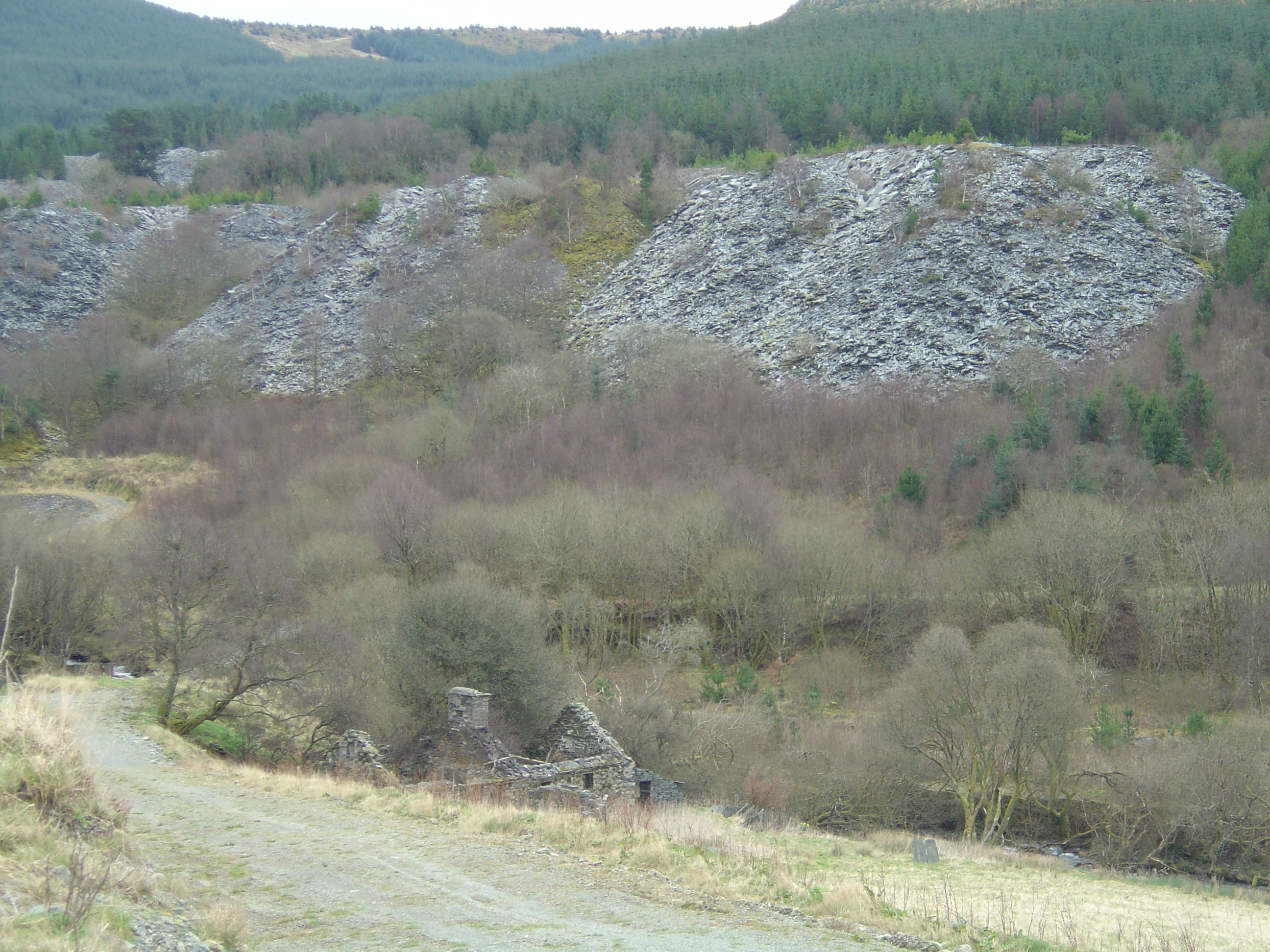
I resti della cava di Bryn Eglwys nel 2008

McConnel iniziò a migliorare Bryn Eglwys per aumentarne la produzione e nel 1865 la sua compagnia stanziò denaro per la costruzione di una ferrovia a scartamento ridotto che collegasse la cava al porto di Aberdyfi. La Aberystwyth and Welsh Coast Railway a scartamento standard si stava espandendo rapidamente a partire da Machynlleth, e nel 1863 raggiunse Tywyn, così McConnel decise di costruire la propria linea dalla cava a Tywyn, il più vicino punto in cui ci si poteva collegare alla linea principale. Ciò avvenne nonostante l'isolamento iniziale della linea dal resto del sistema ferroviario a causa dei problemi nell'attraversamento dell'estuario dell'Afon Dyfi a sud. Una legge del parlamento (28 e 29 Vict, cap. cccxv) permise alla compagnia di fungere da treno passeggeri in servizio pubblico con l'assenso del re del 5 luglio 1865, e la compagnia nominò James Swinton Spooner ingegnere della costruzione. Stese i piani per una linea relativamente dritta che saliva da Tywyn alla cava, ed i lavori partirono subito. Nel settembre del 1866 la costruzione era talmente avanti che l'ispettore del Board of Trade Henry Whatley Tyler poté fare un'ispezione e scriverne un resoconto.
Il rapporto di Tyler portò ad una strana modifica, dato che si scoprì che la sagoma limite della linea era troppo piccola. La larghezza interna dei cavalcavia era di meno di tre metri, ma le carrozze erano larghe 1,5 metri circa e lasciavano 61 cm di tolleranza per lato, meno del minimo richiesto di 76 cm. Per risolvere il problema McConnel propose di chiudere le porte su un lato e di spostare i binari rispetto al centro del cavalcavia. Tyler accettò la modifica ed ancora oggi le carrozze della Talyllyn hanno le porte solo su un lato. Tyler chiese anche di fare miglioramenti alle prime due locomotive a vapore della ferrovia, dato che la No. 1 pativa il troppo "movimento verticale" e la No. 2 soffriva l'"oscillazione orizzontale". La No. 1 fu restituita al produttore che le aggiunse un treno di ruote motrici per ridurre il carico posteriore, mentre le sospensioni della No. 2 furono regolate ed i perni accorciati per ridurre l'oscillazione.
Tyler non approvò l'apertura finché non furono completati i miglioramenti richiesti. Nella prima metà del 1866 furono fatte le correzioni e fu terminata la costruzione della linea ferroviaria. Nell'ottobre del 1866 iniziò a trasportare passeggeri in maniera non ufficiale, nonostante non avesse ricevuto l'autorizzazione del Board of Trade. I passeggeri erano trasportati "a loro rischio e pericolo" e gratuitamente finché non arrivò la licenza. Nel novembre di quell'anno Tyler tornò a Tywyn ed ispezionò nuovamente la ferrovia dopodiché, grazie ai piccoli miglioramenti, ne approvò l'inaugurazione per il trasporto passeggeri. La prima tabella degli orari fu pubblicata a dicembre 1866, e la prima ferrovia a vapore a scartamento ridotto della Gran Bretagna fu ufficialmente aperta.

### Prosperità con McConnel: 1866–1880

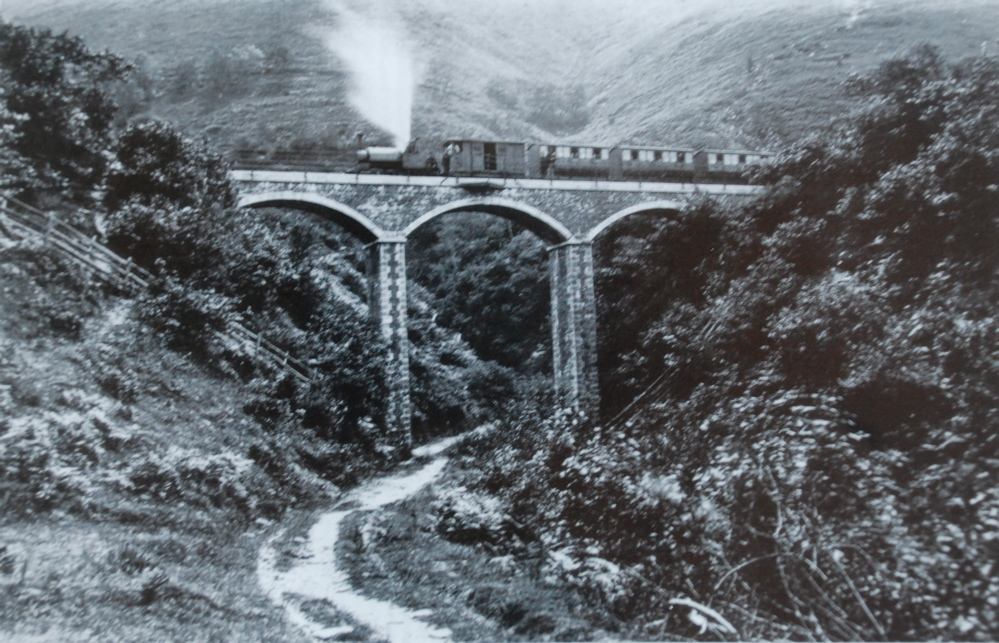
La Talyllyn sul viadotto Dolgoch attorno al 1867

La ferrovia fu inaugurata con due locomotori, un vagone e numerosi carri merci ed utilizzava la politica delle "sezioni di blocco" per assicurarsi che i due non collidessero. Inizialmente la locomotiva funzionante era tenuta in un capannone di legno a Ty Dwr sulla linea mineraria sopra la stazione di Abergynolwyn, mentre venivano effettuati i lavori fino a Pendre. La stazione di Pendre fu inaugurata il 17 febbraio 1867 e da allora i treni giunsero a Pendre invece che a Abergynolwyn.
Quando la linea fu inaugurata c'erano stazioni a Pendre e Abergynolwyn. Nel 1867 si aggiunse la fermata di Rhydyronen, seguita da Brynglas e Dolgoch nel 1873. Poco dopo fu aggiunto un ramo della ferrovia che la congiungeva al villaggio di Abergynolwyn. Una ripida funicolare univa la linea mineraria ad est della fermata di Abergynolwyn al villaggio sottostante, dove nacquero numerose linee tranviarie. Carbone, materiale edile ed altri beni furono trasportati lungo la funicolare ed il contenuto del pozzo nero del villaggio veniva svuotato.
La ferrovia utilizzò locomotive a vapore fin dall'inizio, a differenza della vicina Corris Railway trainata da cavalli. Le due locomotive originarie, nonostante fossero molto diverse tra loro, furono entrambe acquistate dalla Fletcher, Jennings & Co. di Whitehaven in Cumbria, ed entrambe sono tuttora in servizio, 140 anni dopo, anche se a forza di cambiare componenti è rimasto ben poco del materiale iniziale. Si pensa che lo strano scartamento sia stato adottato per essere compatibile con la Corris Railway, e le due locomotive furono le prime due a vapore costruite per questo scartamento. La No. 1 Talyllyn è una 0-4-2ST (saddle tank) mentre la No. 2 Dolgoch è una 0-4-0WT (well tank). La linea trasportò ardesia dalla cava al molo di Tywyn. Inizialmente i passeggeri viaggiavano tra le stazioni di Abergynolwyn, Dolgoch e Pendre. I minatori venivano trasportati su treni non ufficiali che proseguivano da Abergynolwyn ai piedi della funicolare di Alltwyllt nella gola di Nant Gwernol.
Le linee funzionarono egregiamente nei primi anni, servendo la cava ed il distretto locale. Nel 1880 Bryn Eglwys dava lavoro a 300 operai e produceva 8000 tonnellate di prodotto l'anno, tutto trasportato lungo la ferrovia. Il traffico di passeggeri aumentò dagli 11500 del 1867 agli oltre 23000 del 1877.

### Declino: 1880–1910

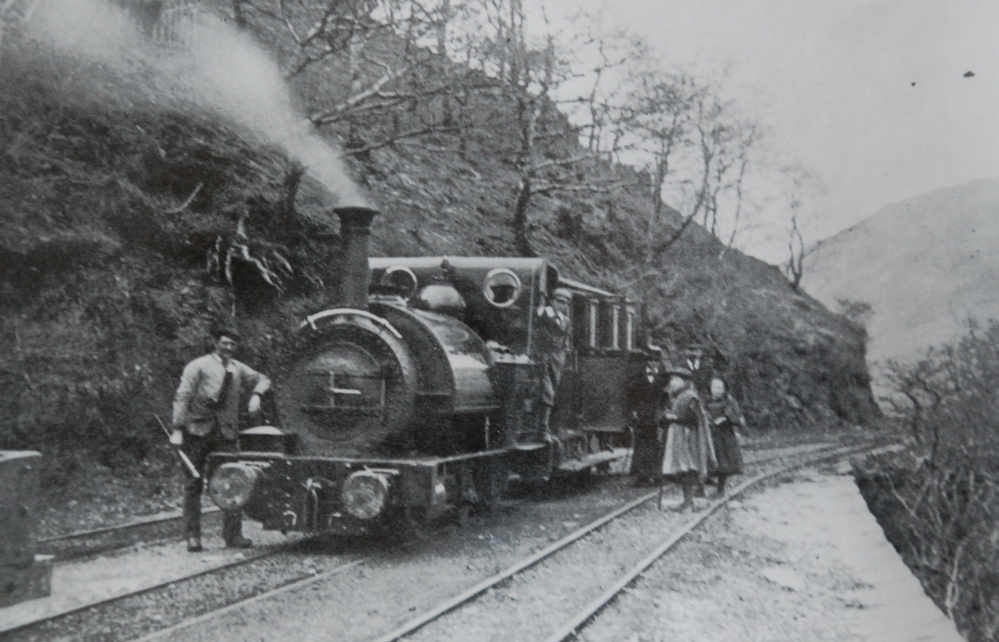
La locomotiva Talyllyn ai piedi della funicolare di Alltwyllt, attuale luogo della stazione di Nant Gwernol, 1890

A partire dagli anni 1880 il "Grand Tour" era un'attrazione popolare tra i turisti. Venivano utilizzati veicoli trainati da cavalli per collegare le ferrovie Talyllyn e Corris attraverso il lago Tal-y-llyn e Cadair Idris, per poi ritornare sui treni della Cambrian Railways. Gli ultimi due decenni del XIX secolo videro un declino nella domanda di ardesia, e molte piccole cave conobbero brutti periodi, compresa Bryn Eglwys dove nel 1890 la produzione era scesa a 4000 tonnellate l'anno. Nel 1896 la produzione della cava di Penrhyn in Galles settentrionale, uno dei più grandi produttori del Paese, si fermò a causa di uno sciopero, portando ad un aumento della richiesta da altre cave. McConnel aumentò la produzione a Bryn Eglwys per sfruttare l'improvvisa domanda, ma solo per massimizzare i profitti fino alla scadenza dell'affitto del terreno, che scadde nel 1910. Iniziò nuove estrazioni di overburden diminuendo il livello di sicurezza nelle cave già aperte. Quando l'affitto di McConnel stva per scadere, non c'erano prospettive per un nuovo affitto, e si cominciò a smantellare l'equipaggiamento della cava.

### Era di Haydn Jones: 1911–1950
La cava di Bryn Eglwys era il principale datore di lavoro del distretto di Abergynolwyn, per cui la sua chiusura portò angoscia. L'imprenditore locale Henry Haydn Jones acquistò la compagnia nel 1910, lo stesso anno in cui fu eletto come deputato liberale per il Merioneth, e riaprì la cava nel gennaio 1911. Non aveva capitali da investire, e le prime riaperture furono la "Broad Vein", contenente un'ardesia relativamente dura, meno popolare e più difficile da vendere. La mancanza di mercato per questo materiale obbligò la cava ad estrarre ardesia più morbida dalla "Narrow Vein" ma, dato che Haydn Jones non poteva permettersi di aprire nuovi scavi nella Narrow Vein, riprese la pericolosa pratica di stringere le colonne che sostenevano il tetto delle camere sotterranee. Questa pratica era iniziata con McConnel, e Haydn Jones la continuò. Un breve boom edilizio dopo la prima guerra mondiale permise di riportare la produzione a circa 4000 tonnellate l'anno.
Negli anni 1920 ci fu anche un aumento del turismo. La Talyllyn vide aumentare i turisti estivi e dovette aumentare il traffico di passeggeri, riempiendo i carri merci di sedili. Uno strano servizio turistico offerto dalla ferrovia fu il noleggio di un carro di ardesia che sarebbe stato lasciato ad Abergynolwyn. Alla fine della giornata i turisti sarebbero tornati a Tywyn nella carrozza. Questo servizio terminò nei primi anni 1930. L'ulteriore incasso turistico abbassò i costi della ferrovia, ma non abbastanza da renderla profittevole per Haydn Jones.
L'affitto della Bryn Eglwys terminò nel 1942, ma fu esteso su base annuale. Nell'ottobre del 1942 la guida di Bradshaw segnalava due treni passeggeri solo il lunedì, mercoledì e venerdì, 45 minuti in ogni direzione. Gli altri giorni non c'era servizio viaggiatori. Nel 1946 le indebolite colonne cedettero e la cava fu dichiarata insicura e chiusa immediatamente. Haydn Jones promise di continuare a far funzionare la ferrovia finché sarebbe vissuto e quindi, nonostante la chiusura della cava, la ferrovia continuò a funzionare con un budget ridotto. Nel 1947 il sistema ferroviario britannico fu nazionalizzato e la Talyllyn fu una delle poche ferrovie non incluse. I motivi non sono chiari, ma tutti i rapporti dicono che la ferrovia aveva cessato di funzionare decenni prima, e che la linea fu semplicemente dimenticata per motivi burocratici. Tra il 1947 ed il 1949 la ferrovia effettuò servizio viaggiatori due giorni la settimana. Il 2 luglio 1950 Haydn Jones morì e la chiusura della ferrovia sembrò inevitabile, ma continuò a funzionare per il resto della stagione estiva e fu chiusa il 6 ottobre.

## Conservazione

### Salvataggio: 1951–1960

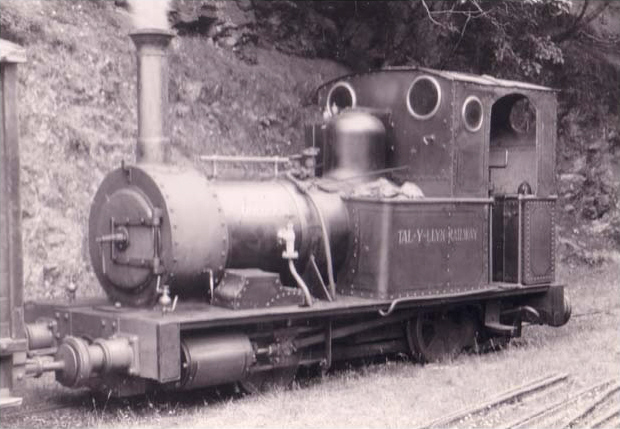
Locomotiva No. 2 Dolgoch ad Abergynolwyn nel 1951, all'inizio della conservazione

Lo scrittore e biografo Tom Rolt visitò la ferrovia nel 1949, assieme all'ingegnere ferroviario David Curwen. Nell'estate del 1950 Rolt scrisse una lettera al Birmingham Post suggerendo la necessità del salvataggio della Talyllyn. Ricevette risposte positive per un incontro l'11 ottobre 1950 presso l'Imperial Hotel di Birmingham. Circa 70 persone parteciparono alla riunione e Rolt propose la formazione di un comitato per l'acquisto della ferrovia. Questo comitato si riunì la prima volta il 23 ottobre, e subito avviò negoziati con gli esecutori testamentari di Haydn Jones.
Il trasferimento della proprietà al comitato fu legalmente complesso, ma entrambe le fazioni si accordarono sul fatto che tutte le azioni della compagnia fossero trasferite da Haydn Jones alla neonata Talyllyn Holdings Ltd., il cui consiglio d'amministrazione era composto da due direttori presi dagli esecutori testamentari e due dal comitato. Il trasferimento avvenne l'8 febbraio 1951, giorno in cui la Talyllyn Railway Preservation Society assunse effettivamente il controllo della ferrovia. La Society iniziò subito a pubblicizzare i propri sforzi, sperando di raccogliere fondi e trovare nuovi volontari per aiutare nei lavori, ed a maggio circa 650 persone si erano unite al progetto. La ferrovia riaprì per la prima volta il lunedì di Pentecoste, 14 maggio 1951, con treni che correvano tra Wharf e Rhydyronen. I treni regolari ripresero il 4 giugno e continuarono per tutta l'estate, con David Curwen che fungeva da capo ingegnere meccanico.
Nei primi anni di conservazione la linea cercò di funzionare con i macchinari originali. Quando la linea fu acquistata nel 1950 la Dolgoch era la sola locomotiva funzionante e fu evidente che necessitava di una revisione completa. Per continuare il progetto furono acquistate nel 1951 due nuove locomotive, No. 3 e No. 4, dalla Corris Railway chiusa di recente, e furono chiamate rispettivamente Sir Haydn e Edward Thomas. Dato che entrambe furono costruite per lo scartamento ridotto di 686 mm, fu relativamente facile adattarle alla Talyllyn. La No. 3 divenne nel 1951 la prima nuova locomotiva a viaggiare sulla ferrovia negli ultimi 80 anni, ma deragliava spesso ed un'ispezione permise di scoprire che la Talyllyn era di circa 13 mm più larga di quanto dichiarato, decisione voluta dalla vecchia compagnia per adattare i veicoli a passo lungo della Talyllyn. Sia la Talyllyn che la Dolgoch avevano ruote talmente larghe da consentirgli di non deragliare. Questo problema fu risolto riportando i binari al corretto scartamento e modificando il passo della Talyllyn. La No. 4 era inservibile quando arrivò, ma John Alcock, presidente della Hunslet Engine Company, era membro della Preservation Society e la No. 4 fu revisionata gratuitamente.

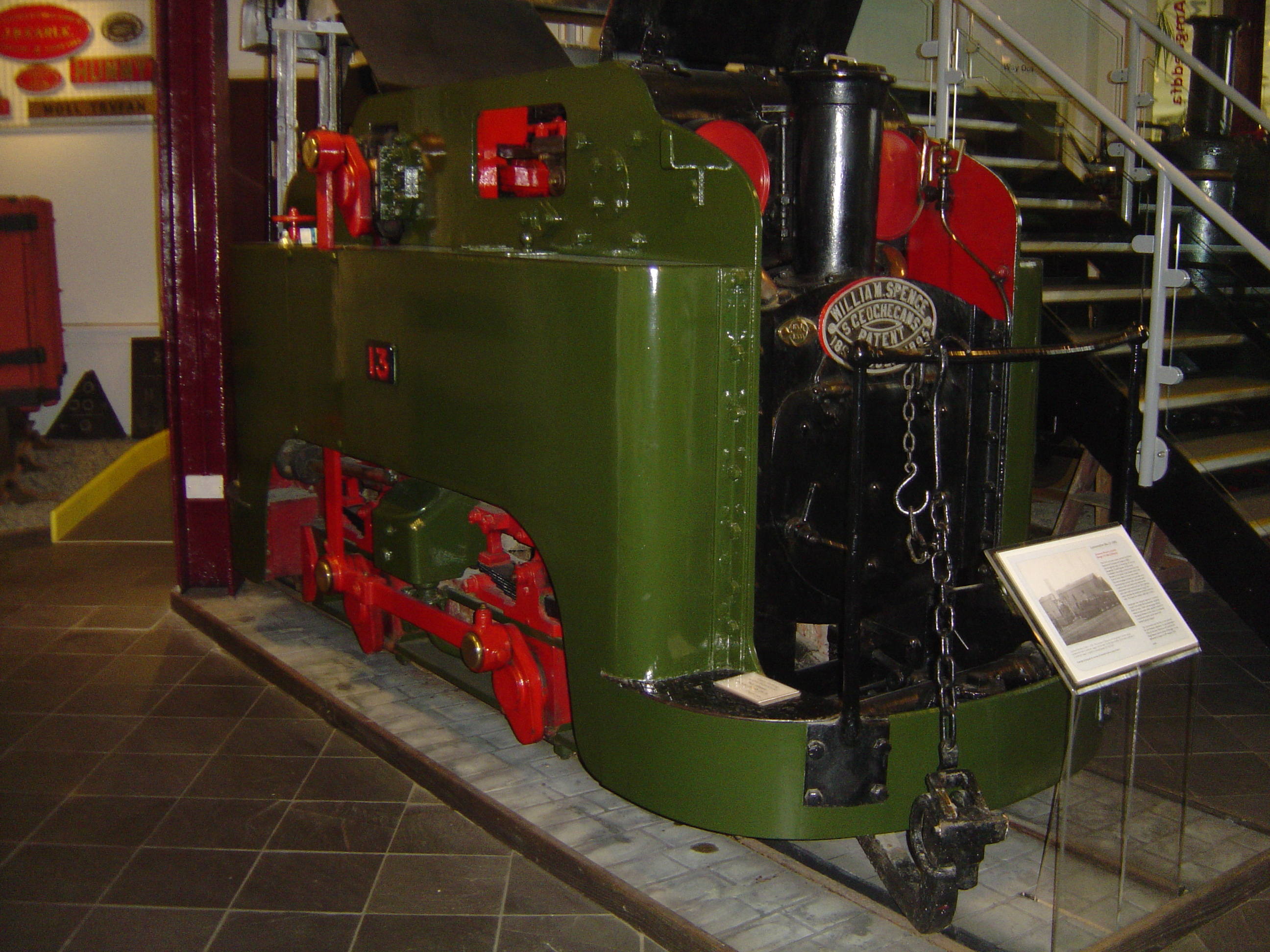
La locomotiva della birreria Guinness, il primo oggetto esposto nel Narrow Gauge Railway Museum

Un'altra aggiunta al gruppo delle locomotive fu la No. 6 Douglas, donata alla società della ditta di ingegneria di Birmingham Abelsons Ltd. Questa locomotiva era stata costruita per la ferrovia della RAF Calshot in cui fu usata fino al 1945, per poi essere ricostruita dal suo scartamento iniziale di 60 cm ed entrare in servizio nel 1954. I volontari del 1950 della TRPS avevano ricostruito la linea salvandola dalla decadenza.
Il 22 maggio 1957 la BBC trasmise un servizio in diretta dalla ferrovia, nel quale Wynford Vaughan Thomas e Huw Weldon commentarono un viaggio da Dolgoch ad Abergynolwyn. La pubblicità dovuta alla trasmissione portò molti visitatori quell'estate, con oltre 57500 passeggeri trasportati, e l'incasso permise di fare altri miglioramenti. L'anno dopo la locomotiva No. 1 Talyllyn tornò in servizio dopo una completa revisione.
Un importante sviluppo di questo periodo fu la creazione del Narrow Gauge Railway Museum nella stazione di Tywyn Wharf. La prima mostra di quello che sarebbe diventato un museo fu una locomotiva donata nel 1952 da Guinness ed utilizzata prima della chiusura nella ferrovia della St. James's Gate Brewery. Nel 1954 la Preservation Society accettò di iniziare i lavori di costruzione di un museo, ed furono acquistati oggetti da tutto il Regno Unito. Nel 1955 si iniziò a convertire la vecchia polveriera di Wharf in un museo temporaneo, e nel 1956 la prima mostra giunse a Tywyn.

### Messa in sicurezza dell'infrastruttura: 1960–1969

La stazione di Tywyn Wharf nel 1964, dopo la ristrutturazione

Gli anni 1960 si dimostrarono un decennio di consolidamento per la ferrovia Talyllyn. I lavori a Pendre portarono ad un'espansione, aggiungendo rimesse coperte per i vagoni e nuove sale. Furono aggiunti nuovi macchinari, con una nuova illuminazione ed una nuova fornitura elettrica. Furono fatti anche grandi miglioramenti alla stazione di Tywyn Wharf, oltre al rifacimento della linea per Abergynolwyn. Il numero di passeggeri continuò ad aumentare dopo il servizio della BBC del 1957. Nel 1960 furono 67000 i passeggeri trasportati, fino a raggiungere i 78500 nel 1964. Per gestire questo aumento di popolarità fu intrapreso un programma di costruzione di nuovo materiale.
All'inizio degli anni 1960 la stazione di Tywyn Wharf aveva bisogno di importanti lavori. Prima della ristrutturazione conteneva solo una linea di binari, questo significava che la locomotiva di un treno in arrivo non poteva superare le carrozze. Per questo i treni venivano fatti viaggiare all'indietro fino a Pendre dove il locomotore avrebbe potuto spostarsi davanti al treno. Un circuito fu creato a Wharf per la prima volta nell'agosto del 1952, per evitare di dover spingere i treni fino a Pendre, ma nell'inverno del 1964-1965 fu migliorata la stazione. All'edificio furono aggiunti una sala d'attesa coperta per i passeggeri ed un negozio.
Con la continua crescita del numero di passeggeri alla fine degli anni 1960 divenne chiaro che serviva più potenza, soprattutto perché il rifacimento della No. 1 non fu fatto bene. Lo strano scartamento della Talyllyn e la ridotta sagoma limite rendevano quasi impossibile trovare locomotive già adatte per la linea, per cui nel 1969 fu acquistata una locomotiva con uno scartamento di 900 mm dal Bord na Mona (Irish Peat Board) con l'idea di sistemarla per la Talyllyn. Questa locomotiva fu chiamata in modo non ufficiale Irish Pete, un riferimento al suo uso precedente.

### Estensione fino a Nant Gwernol: 1969–1980

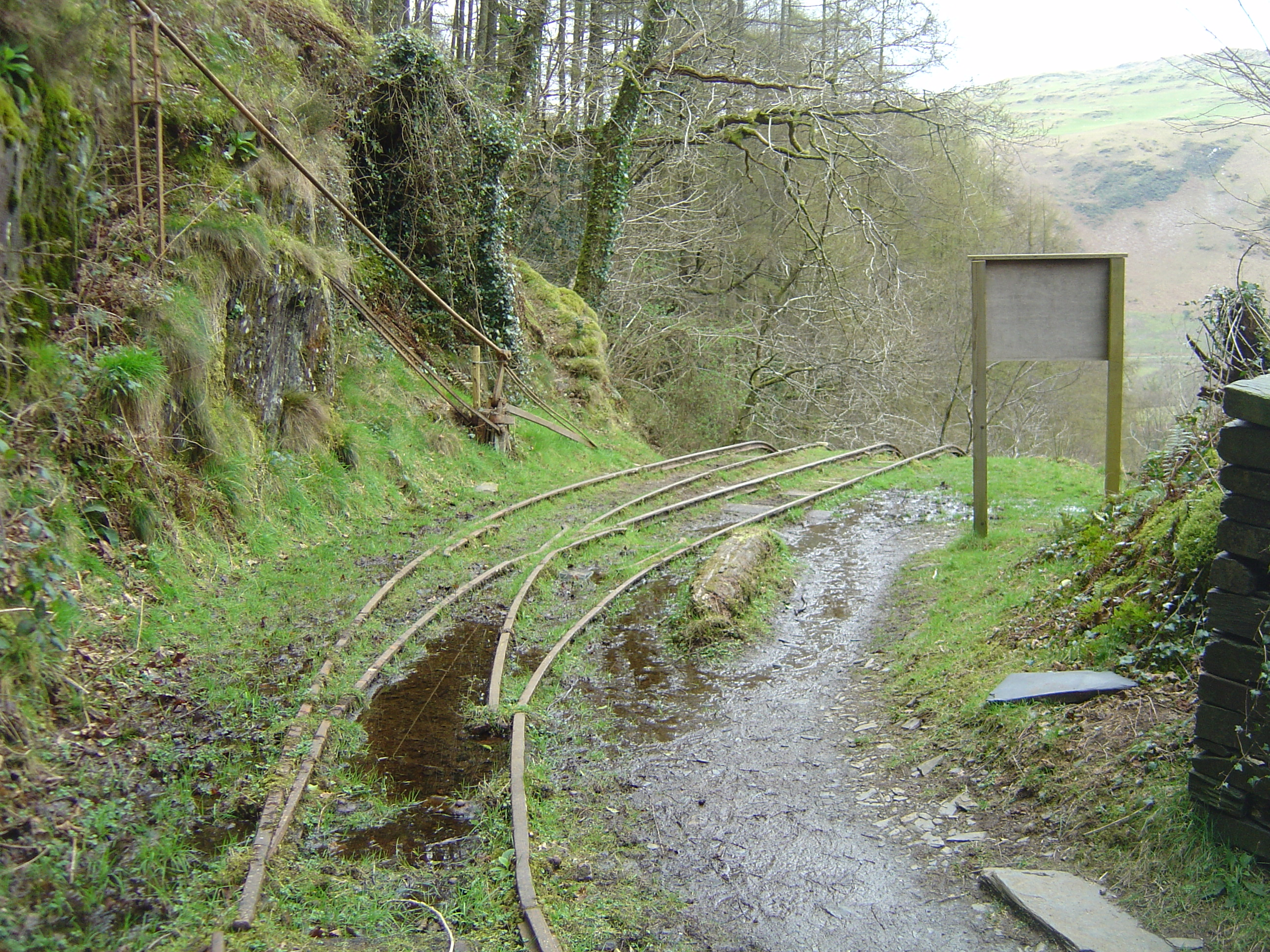
Il capolinea della funicolare di Alltwyllt al terminale dell'estensione di Nant Gwernol nel 2008

La società di conservazione ambiva ad estendere la ferrovia lungo la ex linea mineraria da Abergynolwyn ai piedi della funicolare di Alltwyllt, e nel 1959 iniziò la ricerca dei proprietari della terra che sarebbe stata attraversata dall'estensione. Il progetto iniziò a metà degli anni 1960, ma la costruzione non partì prima del 1968 quando fu demolito il terminale della funicolare di Abergynolwyn. Per adattare la linea allo standard alcune delle curve dovettero essere raddrizzate, e questo richiese un totale rifacimento dato che la linea correva in uno stretto canale lungo il fianco della collina. L'estensione e la nuova stazione di Nant Gwernol furono inaugurate il 22 maggio 1976 da Wynford Vaughan Thomas il quale fissò il cerimoniale "chiodo dorato" per il completamento dei lavori. Nonostante l'ufficiale cerimonia di inaugurazione, rimasero da fare piccoli lavori di adattamento agli standard richiesti per il servizio passeggeri, ed i treni iniziarono a circolare il 29 maggio 1976.

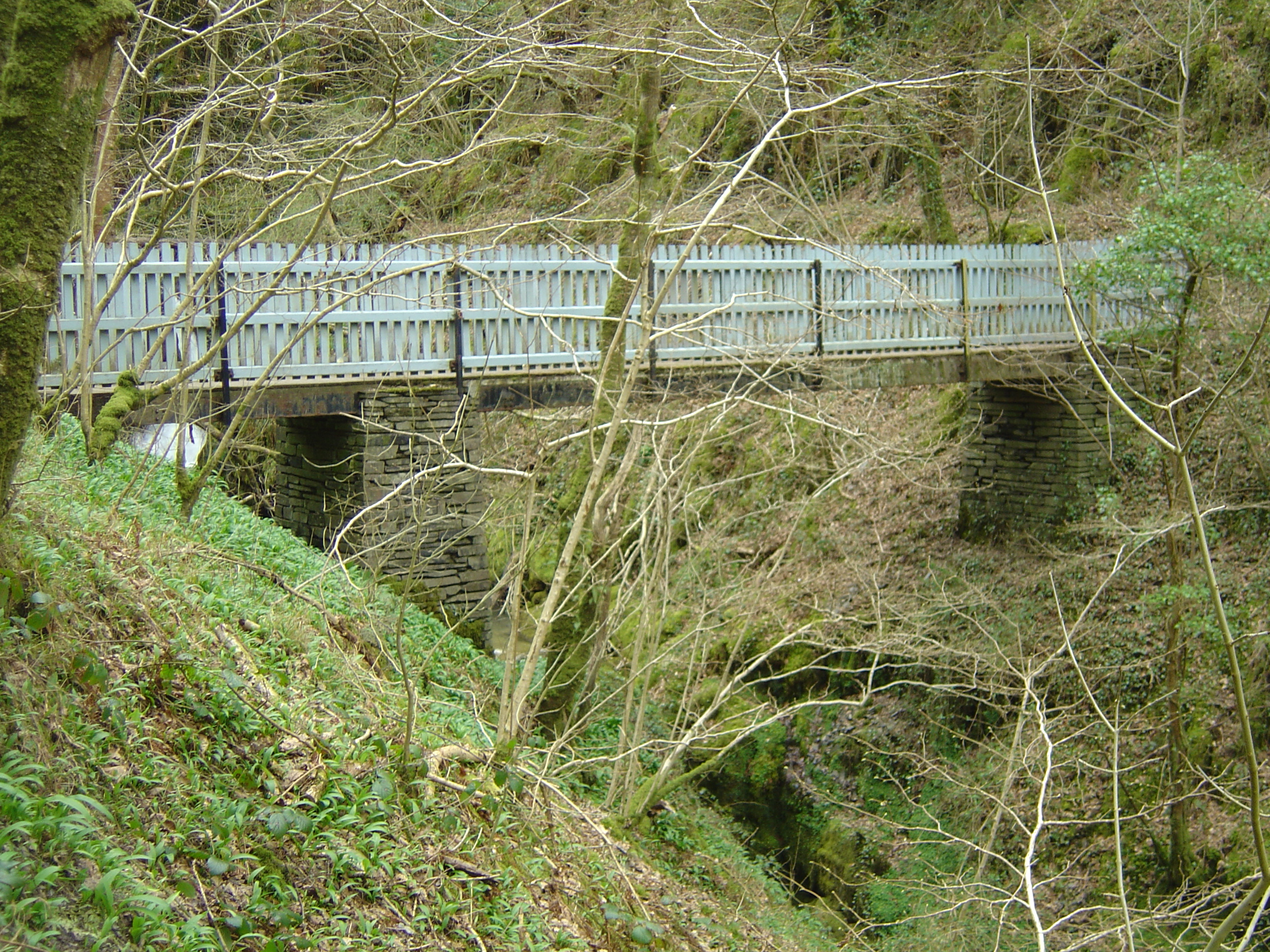
Il ponte pedonale sul Nant Gwernol

Nonostante l'estensione della ferrovia fosse stata completata nel 1976, i lavori proseguirono con la creazione di ponti pedonali per il collegamento alla nuova stazione. Un nuovo ponte pedonale fu costruito sulla gola di Nant Gwernol per collegare la stazione al percorso esistente sul lato orientale del fiume. Il ponte ed il percorso fu inaugurato il 3 maggio 1980 da Lord Parry, presidente della Wales Tourist Board. A metà degli anni 1970 fu chiaro che il numero di passeggeri non sarebbe più aumentato. Dopo il 1973, il picco di passeggeri della Talyllyn con 186000 in un anno, il numero diminuì sensibilmente fino agli anni 1990. I lavori di adattamento della Irish Pete per l'utilizzo sulla Talyllyn, iniziati all'inizio degli anni 1970, furono sospesi nel 1975 e telaio e caldaia furono depositati a Pendre.

### Consolidamento: 1980–2001

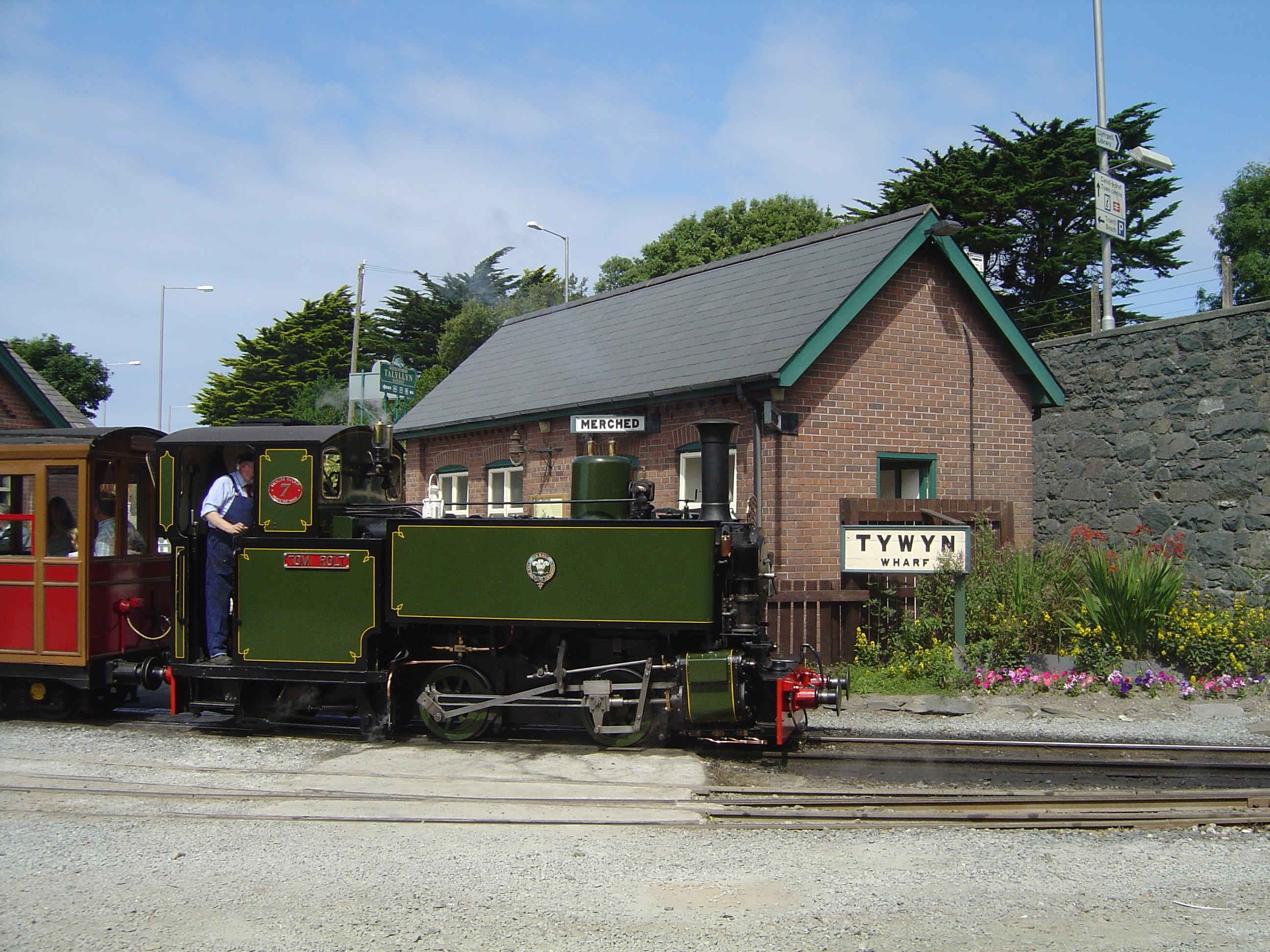
Locomotiva No. 7 Tom Rolt a Tywyn Wharf

Con il numero di passeggeri in calo e la linea estesa fino a Nant Gwernol, la ferrovia iniziò un periodo di consolidamento. Nel la caldaia della locomotiva No. 6 Douglas ebbe bisogno di una sostituzione. Si pensò di costruire una nuova locomotiva utilizzando i componenti della Irish Pete invece di acquistare una nuova caldaia per la Douglas, ed all'inizio del 1988 si iniziò a ricostruire la locomotiva della ex-Bord na Mona. L'ingegnere John Bate stese un nuovo progetto per una locomotiva 0-4-2 side tank riutilizzando telaio e caldaia della vecchia locomotiva, con una nuova sovrastruttura e l'aggiunta di ruote motrici e la nuova locomotiva, chiamata Tom Rolt dal nome del primo presidente della Preservation Society, entrò in servizio il 6 maggio 1991. In questo periodo furono ulteriormente ampliate le stazioni di Tywyn Wharf e Pendre mentre quella di Abergynolwyn, ricostruita durante l'estensione fino a Nant Gwernol negli anni 1970, fu ulteriormente ampliata per aggiungere attrazione all'estremità orientale della linea.
Rimase una grossa anomalia: il Regulation of Railways Act del 1889 chiedeva, tra le altre cose, che tutti i treni passeggeri fossero dotati di freni continui. McConnel aveva ottenuto un'eccezione per la Talyllyn Railway a causa della bassa velocità e del fatto che i costi di adattamento avrebbero fatto fallire l'impresa, ma alla fine degli anni 1990 il Railway Inspectorate insisté perché la Talyllyn rispettasse la legge, dopo 100 anni che era stata promulgata. Nel 2001 la ferrovia dotò tutti i treni del necessario equipaggiamento, utilizzando freni ad aria montati sulle locomotive.

### Nuovo museo: 2001–oggi
La Preservation Society ha celebrato il 50º anniversario nel 2001, e nel corso delle celebrazioni fu lanciato un nuovo progetto per migliorare ulteriormente la stazione di Tywyn Wharf. Per molti anni la stazione aveva ospitato edifici semi-permanenti in cui si trovava il Narrow Gauge Railway Museum, ma il nuovo progetto prevedeva la costruzione di un nuovo edificio a due piani per il museo ed un nuovo bar con biglietteria. I lavori iniziarono con la prima fase del progetto nel gennaio 2002. Nel 2003 la ferrovia ricevette 682 500 sterline dalla Lotteria nazionale di fronte a 1 170 000 di sterline di costo totale, e la nuova stazione col museo furono inaugurati dal principe Carlo e dalla duchessa di Cornovaglia il 13 luglio 2005. La ferrovia aveva avuto un aumento di visitatori col nuovo millennio, con circa 95 500 passeggeri nel 2006, anche se la cifra è circa la metà del picco raggiunto nel 1973. Nel 2011 la ferrovia ha festeggiato i 60 anni dal recupero, ed ha ricevuto un Engineering Heritage Award dall'Institute of Mechanical Engineers come riconoscimento dell'importanza del retaggio industriale gallese. Nell'aprile 2012 la locomotiva No.2 Dolgoch apparve allo Steel Steam and Stars Gala della Llangollen Railway. Fu la prima volta che la Dolgoch si spostava dalla sua ferrovia in 146 anni di storia. Nel giugno 2013 la ferrovia ricevette il Queen's Award for Voluntary Service.
|  |  |

## Oggi

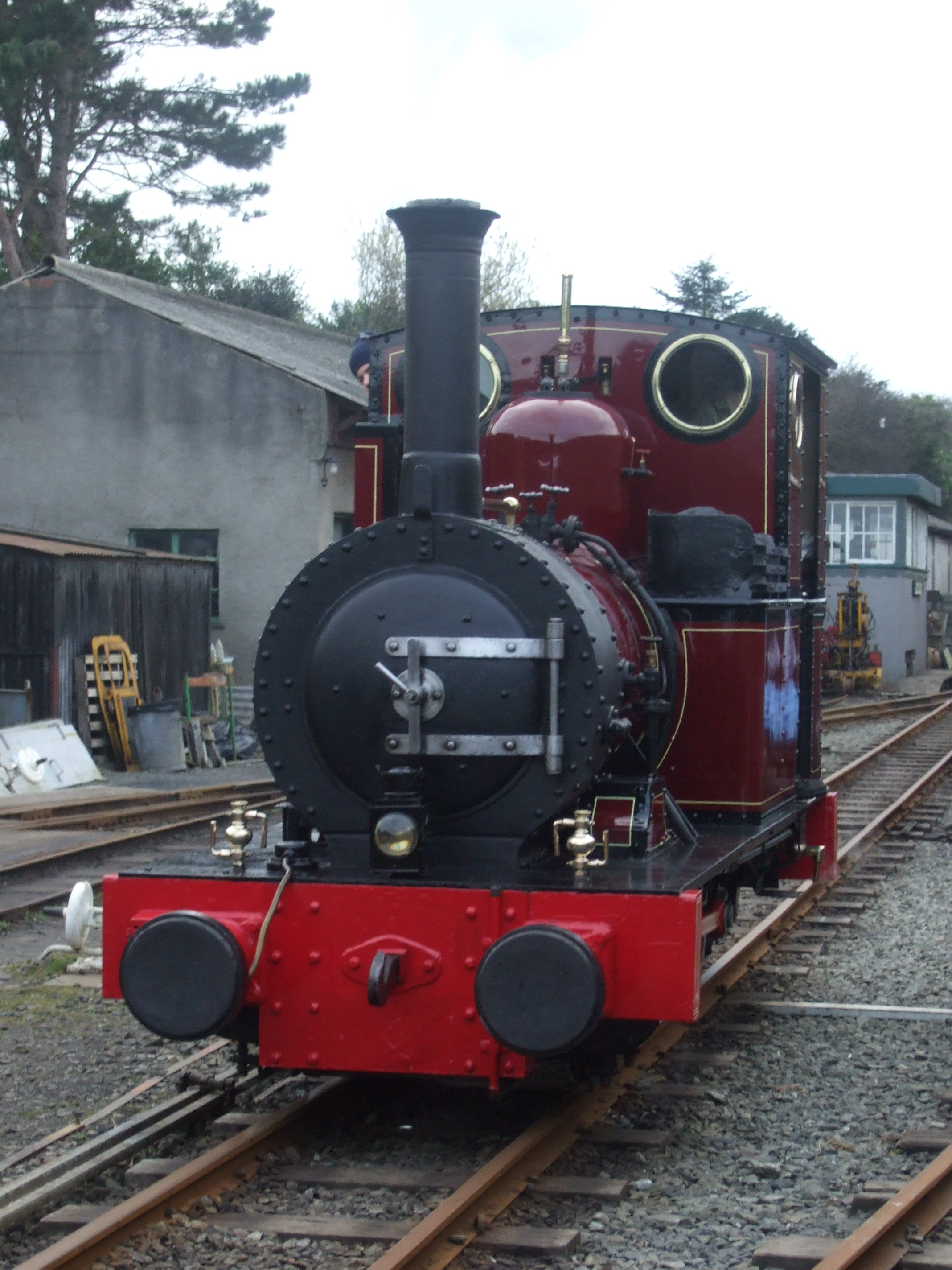
Locomotiva No. 2 Dolgoch a Pendre, appena ridipinta con una livrea marrone – marzo 2008

La Talyllyn Railway rimane una popolare attrazione turistica. Le locomotive originali del 1860 funzionano ancora regolarmente lungo un moderno tracciato. La ferrovia viene pubblicizzata come una dei The Great Little Trains of Wales, un progetto lanciato nel 1970 che racchiude dieci ferrovie a scartamento ridotto del Paese, soprattutto in Galles centro-settentrionale. Nel 2006 sono stati trasportati circa 51 000 passeggeri.
Nel 2003 la ferrovia ha dato lavoro a 13 persone a tempo pieno, più altri 6 a part-time in estate e circa 350 volontari.

### Eventi speciali
La ferrovia organizza eventi speciali per tutto l'anno. Tra questi ci sono Have-A-Go Gala, Tom Rolt Steam e Vintage Rally, i Duncan Days per i bambini e la settimana di Tywyn Victorian. Dal 1984 si svolge un evento annuale chiamato Race the Train, che segue il tracciato della ferrovia di 11.66 km da Tywyn a Abergynolwyn e ritorno. La sfida è una corsa campestre di 23,3 km che viaggia più veloce del treno, il quale impiega 1 ora e 45 minuti.

### Young Members Group
Lo Young Members Group (YMG) è un gruppo di volontari della Talyllyn Railway Preservation Society di età compresa tra i 14 ed i 25 anni. Durante l'alta stagione ci sono i Young Members Days, giorni in cui il più giovane macchinista qualificato guida il treno.

## Tracciato

Mappa della Talyllyn Railway

### Linea passeggeri originale

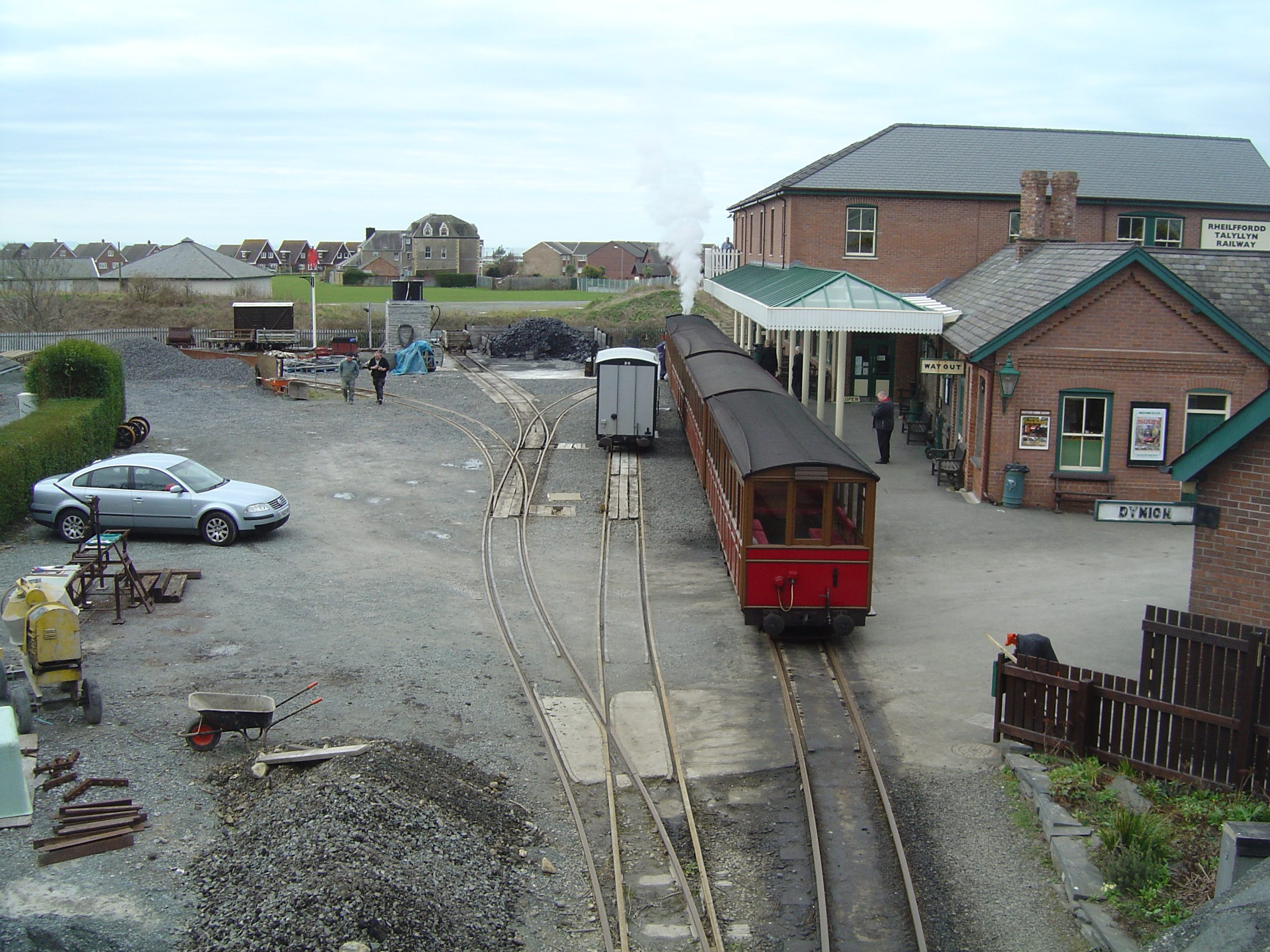
Stazione di Tywyn Wharf, 2008

Il terminale principale della linea si trova a Tywyn Wharf (originariamente nota come King's Station) dove si trovano anche gli uffici amministrativi della ferrovia ed il Narrow Gauge Railway Museum. Quando la linea serviva la cava, l'ardesia era trasportata alla Cambrian Railways tramite binari di trasbordo. Partendo da Wharf, che si trova ad un'altitudine di 12 metri sul livello del mare, la linea passa sotto la A493 che unisce Machynlleth a Dolgellau ed entra in un lungo tratto che si arrampica verso Pendre, con una pendenza massima dell'1,6%. Sul lato sinistro (settentrionale) del tragitto c'era un tempo un lungo binario usato per raggiungere Wharf sfruttando la gravità. La ferrovia percorre questo tratto per circa 800 metri prima di passare sotto ad un altro ponte stradale ed oltrepassare il deposito locomotive raggiungendo Pendre.

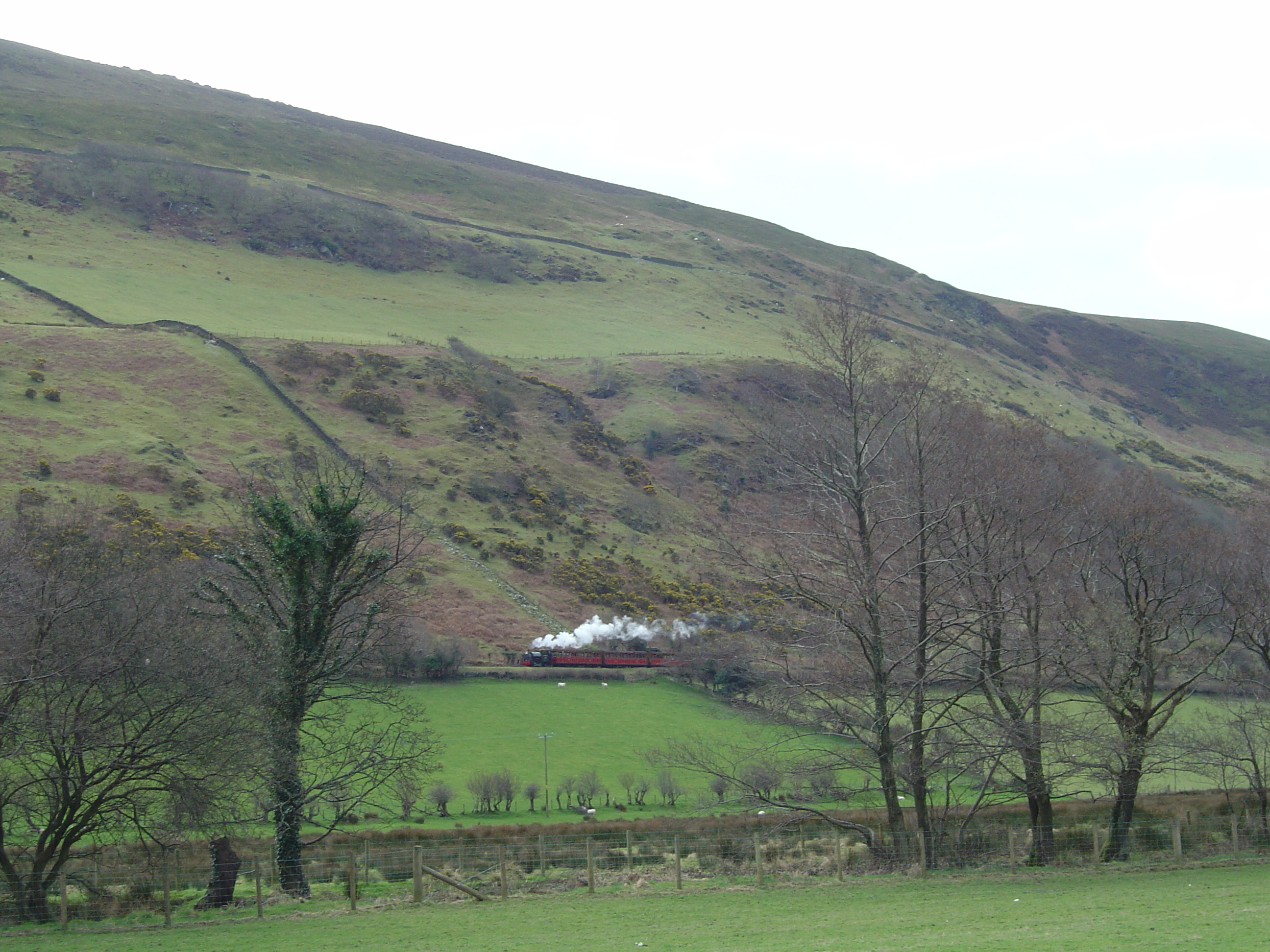
Un treno della Talyllyn Railway sale verso est lungo la Fathew Valley tra Brynglas e Dolgoch

Da Pendre la ferrovia oltrepassa un passaggio a livello ed attraversa una proprietà industriale prima di salire verso il ponte Ty Mawr e ad Hendy, la prima di cinque piccole fermate, che serve una fattoria vicina. I treni viaggiano poi in direzione nordorientale lungo la valle del fiume Fathew, soprattutto attraverso i campi delle fattorie locali dove si incontrano i punti più in pendenza dell'intera linea. La pendenza della linea è dell'1,6% (un metro di dislivello ogni 60).
Seguono altre piccole fermate a Fach Goch e Cynfal, l'ultima con una piccola banchina. LA sezione da Cynfal a Rhydyronen fu posata di nuovo nel 1951 con binari acquistati dalla Corris Railway dopo la chiusura di quest'ultima nel 1948. Rhydyronen, una fermata a richiesta, fu la prima stazione intermedia costruita lungo la linea, e fu operativa dal 1867. Un binario di raccordo nella stazione fu accorciato nel 1957 e rimosso completamente nel 1975 circa. Dopo la stazione si percorre una breve salita sotto ad un ponte stradale, seguita da una leggera discesa. A differenza della Ffestiniog Railway, la Talyllyn non era progettata per funzionare con la gravità, anche se questo è l'unico tratto in discsa tra Pendre e Nant Gwernol. Un'altra fermata minore si trova a Tynllwynhen prima della fermata a richiesta di Brynglas.

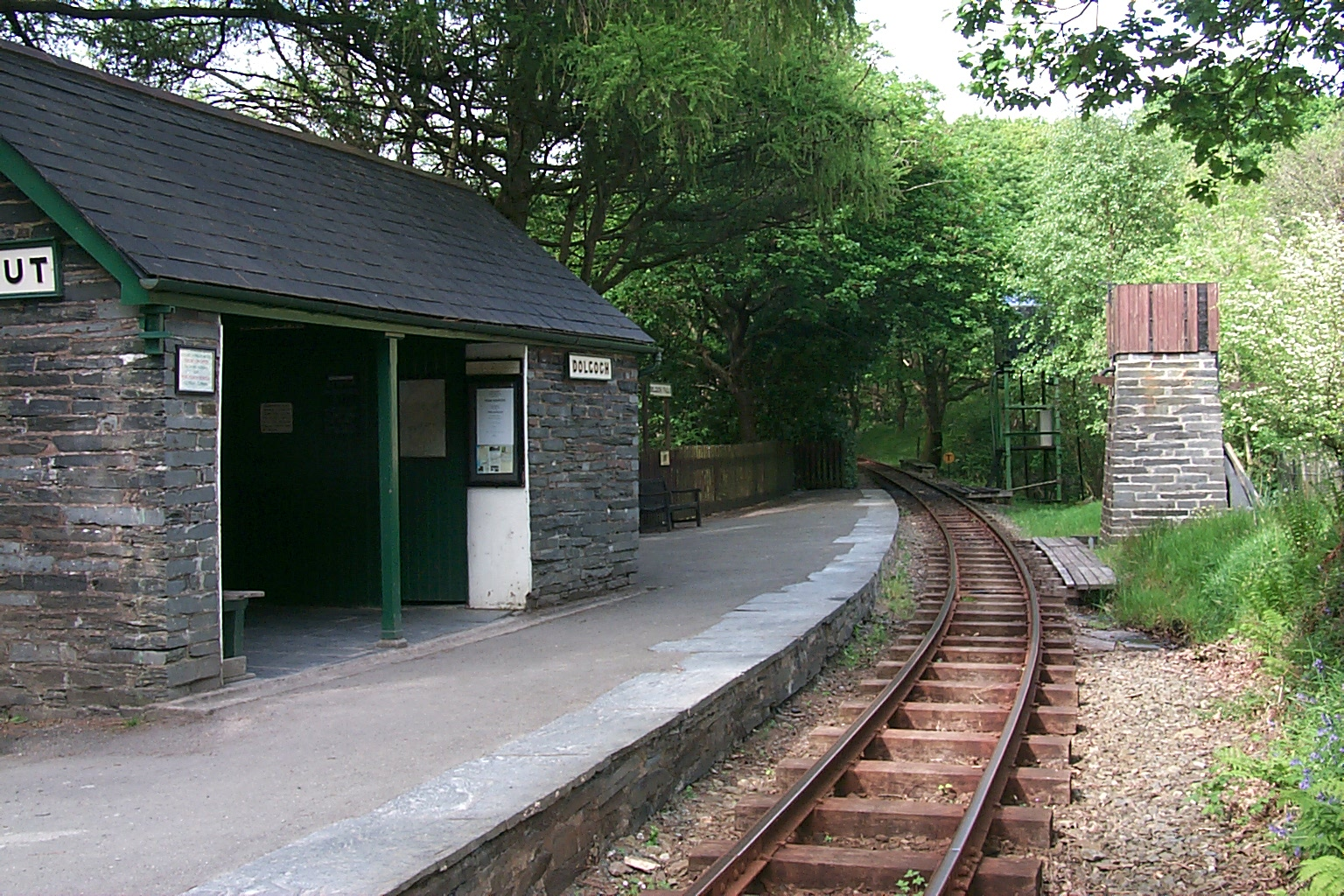
Stazione di Dolgoch nel 2006

Sopra Brynglas la linea attraversa il fiume Cwm Pandy ed inizia un nuovo tratto. Il tratto termina con un ponte stradale prima di iniziare l'ascesa della vallata su una sporgenza. Dopo circa 400 metri entra nel bosco ad ovest di Dolgoch, salendo costantemente, prima di curvare verso sudest ed attraversare la gola Dolgoch sull'omonimo viadotto, che porta la linea a 15,5 metri da terra. LA stazione di Dolgoch si trova subito ad est del viadotto, situata su una curva a sinistra a circa 57 metri sul livello del mare. Si tratta della principale stazione intermedia della linea, famosa perché i turisti vi possono visitare la vicina cascata. La ferrovia prosegue in direzione nordest, girando nel bosco e risalendo la vallata. Supera il binario della cava, dove si trova una fermata, luogo della vecchia piccola cava di shale, la roccia usata per la massicciata della ferrovia. Un grosso capannone di stoccaggio è stato aperto qui nel 2013. La linea prosegue la sua ascesa verso la stazione di Abergynolwyn, situata su una sporgenza nel fianco della colina.

### Da Abergynolwyn a Nant Gwernol

Mappa del villaggio di Abergynolwyn

Il capolinea originale linea era Abergynolwyn, oltre cui la ferrovia continuava come estensione mineraria per 1 km circa, oggi convertito per uso passeggeri. L'estensione era originariamente molto curva, dato che la linea svoltata a sudest lungo la ripida gola Nant Gwernol, ma le curve furono ammorbidite col trasferimento a linea passeggeri nel 1976. L'intera sezione è situata tra gli alberi, oggi di proprietà della Forestry Commission. Poco dopo aver attraversato la strada nella foresta la linea raggiunge Ty Dwr, dove si trovava l'originale deposito delle locomotive dal 1865 alla demolizione nel 1867 quando fu spostato a Pendre, anche se la torre dell'acqua in ardesia continuò ad essere usata fino agli anni 1950.
Dopo aver oltrepassato Ty Dwr la ferrovia gira intorno ad 'Amen' prima di raggiungere il villaggio della funicolare. Da qui la linea entra nella gola, risalendo il fiume su una piccola sporgenza e terminando ai piedi della prima funicolare che porta alla cava di Bryn Eglwys. La linea originale si apriva in tre binari usati per schierare i treni carichi di ardesia che giungevano dalla cava e quelli vuoti che aspettavano di salire. La stazione di Nant Gwernol, terminale orientale della linea, fu costruita qui.

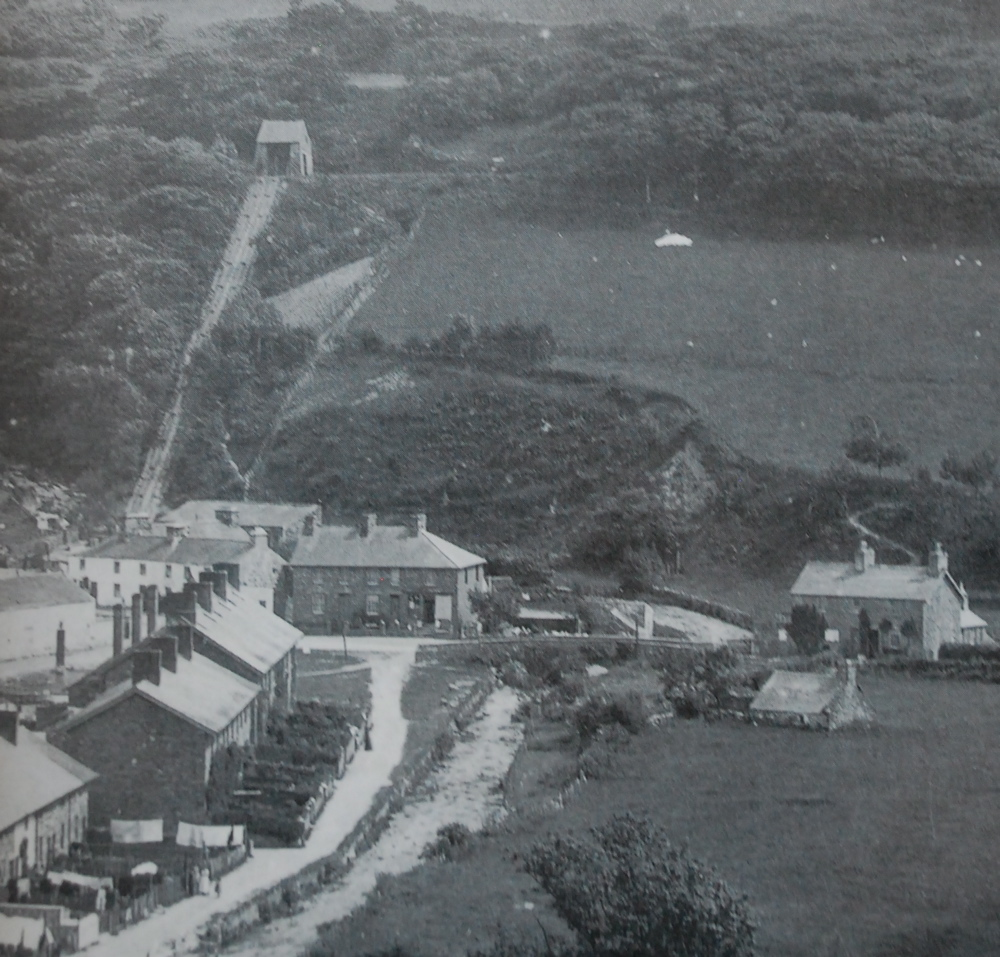
Il villaggio della funicolare visto da nordovest attorno al 1880

Il villaggio di Abergynolwyn fu costruito per ospitare i minatori di Bryn Eglwys e le loro famiglie, e fu creata una funicolare. Il capolinea della funicolare si trova su una leggera sporgenza, e la linea mineraria lo attraversa. La funicolare a doppio tracciato risale 46 metri su una distanza di 110 metri. In basso la linea attraversa il Nant Gwernol su un ponte in legno. Subito dopo il ponte partono corte linee verso est da una piattaforma girevole ferroviaria al deposito di carbone ed alla fucina di Pandy Farm, e ad ovest ad una ditta di lavorazione dell'ardesia (poi diventata una carpenteria). Il ramo principale poi si divideva per formare un circolo, con un'altra piattaforma girevole ed un altro binario che serviva le case e la scuola verso nordest. Il tracciato principale proseguiva a nord attraversando la strada principale prima di passare tra le due principali file di case del villaggio e terminare in una piattaforma girevole ed in un ultimo breve tratto fino alla cappella di Capel Jerusalem. Il villaggio della funicolare fu abbandonato durante i primi anni di recupero della ferrovia, quando i suoi binari furono rimossi per sostituire il tracciato esistente. Il terminale della funicolare fu demolito nel 1968 per permettere il riallineamento della ferrovia e posare l'estensione per Nant Gwernol.

### Galltymoelfre Tramway

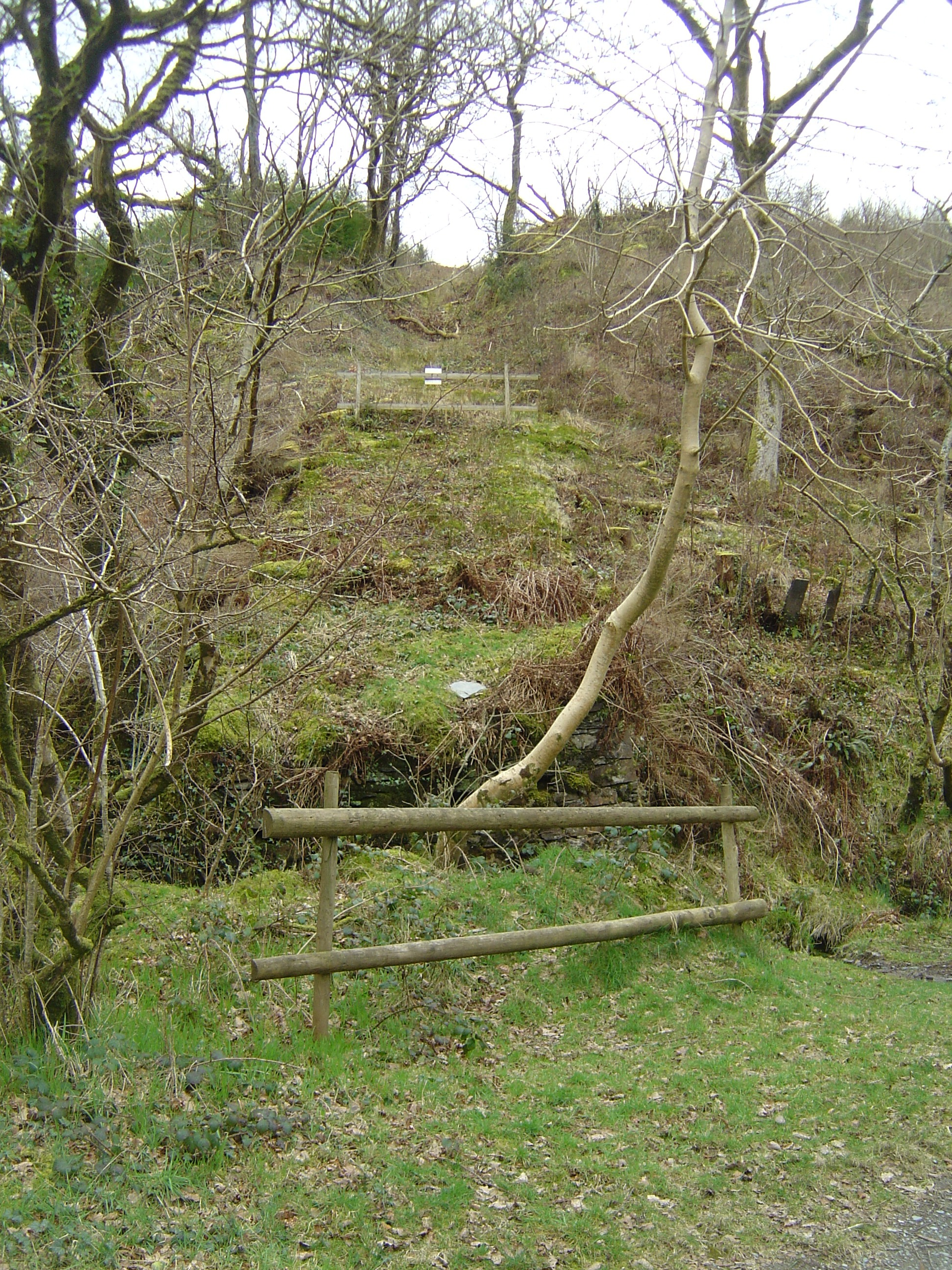
Funicolare di Cantrybedd al capolinea della Galltymoelfre Tramway

Fino alla chiusura delle cave nel 1946, la linea ad est di Abergynolwyn fu utilizzata come tranvia mineraria, e solo l'ardesia ed i beni necessari a Bryn Eglwys la percorrevano. La cava si trova circa 1,6 km a sudest della stazione di Nant Gwernol e 91 metri sopra, ed un'ulteriore tranvia collegava la cava alla ferrovia. Quello che oggi è la stazione di Nant Gwernol era allora il vero capolinea della Talyllyn Railway. Qui la linea di divideva in numerosi binari in cui venivano parcheggiati i treni in attesa di essere caricati di ardesia. I binari si trovavano su una piccola sporgenza sulla parete della gola di Nant Gwernol.
A sudest del capolinea de binari si trovava un doppio tratto a gravità lungo 180 metri, la funicolare di Alltwyllt, dal cui terminale la Galltymoelfre Tramway proseguiva a sudest verso la cava per circa 800 metri. La tranvia era trainata da cavalli e terminava ai piedi della funicolare di Cantrybedd, un tracciato di 120 metri a gravità. Quest'ultima pendenza saliva fino alla cava di Bryn Eglwys, raggiungendo un'altezza di 186 metri sul livello del mare.

## Funzionamento
La linea aveva sei locomotive a vapore per i treni passeggeri e cinque diesel, usate soprattutto per manovre e per trainare i treni merci. Raramente tutte le locomotive venivano usate contemporaneamente, dato che almeno una alla volta era in manutenzione. La ferrovia aveva anche 23 vagoni.

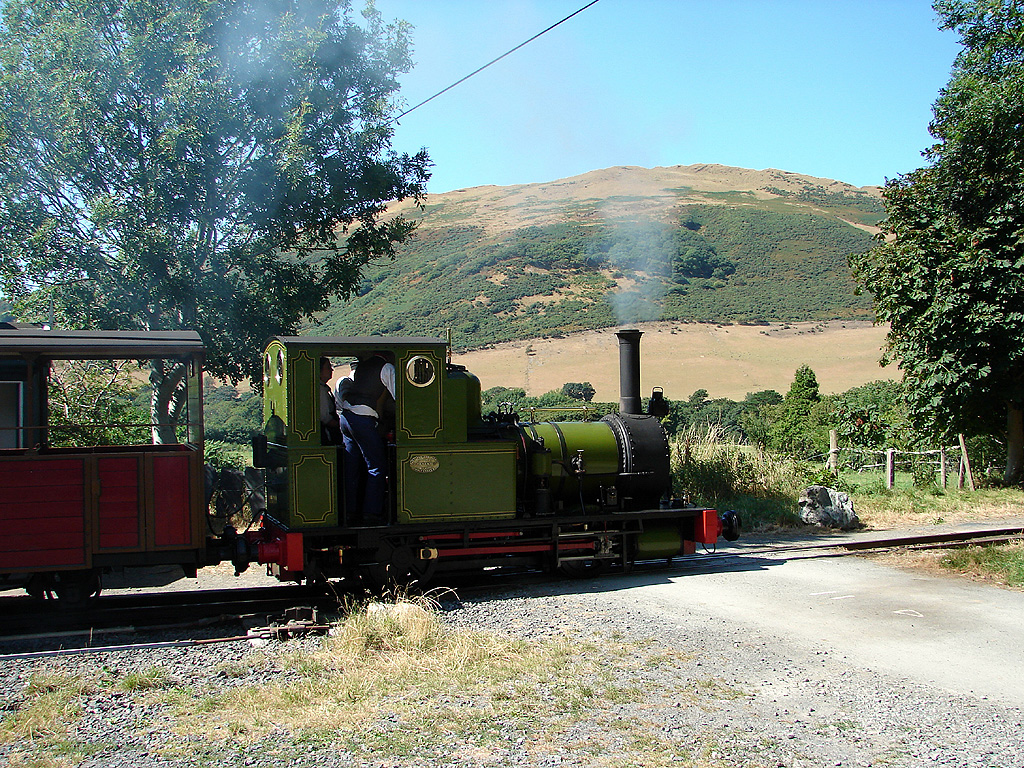
La Dolgoch al passaggio a livello di Brynglas

La ferrovia è a binario singolo, per cui dovettero usare misure di sicurezza per evitare collisioni. Prima del riammodernamento la ferrovia utilizzava una politica di "sezione di blocco", ma con il crescere del numero dei passeggeri divenne necessario creare circuiti e fu introdotto un più sicuro metodo di controllo. La linea era gestita da chiavi elettriche che autorizzavano i macchinisti ad entrare nei tratti a binario singolo. Esisteva un circuito a Pendre usato dall'apertura della ferrovia per le manovre, ed altri furono creati a Brynglas nel 1953 ed a Quarry Siding nel 1963. Quando fu inaugurata l'estensione Nant Gwernol nel 1976, anche Abergynolwyn ebbe un proprio circuito.
Ogni circuito era controllato da un piccolo scambio. Un capanno conteneva le leve che gestivano lo scambio ed i telefoni. La ferrovia aveva pochi segnali, ed una persona permetteva ai treni di procedere tramite l'uso di bandiere (a Pendre, Brynglas e Quarry Siding). Vi erano segnali luminosi a Tywyn Wharf, gestiti dal Control Office e segnali a disco controllati da terra. Abergynolwyn aveva segnali luminosi gestiti dal capanno degli scambi. Quando non c'era nessuno a gestire gli scambi, era responsabilità del personale del treno operare sulle leve.

## Nella finzione
La Talyllyn Railway è descritta nei libri Railway Series di W.V. Awdry e nella serie televisiva Il trenino Thomas col nome di Skarloey Railway; molte delle locomotive descritte sono basate su quelle reali. Awdry visitò la ferrovia durante un viaggio con la famiglia quando stava iniziando il recupero e ne fu poco dopo coinvolto come volontario. Molte delle storie della serie The Railway Series derivano dalla sua esperienza a Talyllyn, ed alcuni dei libri contengono illustrazioni delle locomotive di Talyllyn.
Il recupero fatto da volontari ispirò il film del 1953 The Titfield Thunderbolt, una commedia degli Ealing Studios su un gruppo di abitanti che cerca di far funzionare una linea ferroviaria in disuso dopo la chiusura. T. E. B. Clarke, lo sceneggiatore del film, aveva saputo del recupero della Talyllyn e aveva trascorso un giorno sulla ferrovia nel 1951, tanto che alcuni dei primi incidenti dei lavori sono presenti nel film. Nel libro Railway Adventure Tom Rolt disse che sperava che il film potesse essere girato a Talyllyn, ma fu invece girato nel ramo di Camerton della Bristol and North Somerset Railway chiusa di recente, lungo la Cam Brook valley nel Somerset.